# Oobunus
Oobunus is een geslacht van hooiwagens uit de familie Sclerosomatidae.
De wetenschappelijke naam Oobunus is voor het eerst geldig gepubliceerd door Kishida in 1930. 

## Soorten
Oobunus is monotypisch en omvat slechts de volgende soort:
- Oobunus schizops